# Harmony (Maine)
Harmony ist eine Town im Somerset County des Bundesstaates Maine in den Vereinigten Staaten. Im Jahr 2020 lebten dort 825 Einwohner in 616 Haushalten auf einer Fläche von 104,43 km².

## Geographie
Nach dem United States Census Bureau hat Harmony eine Gesamtfläche von 104,43 km², von der 100,15 km² Land sind und 4,27 km² aus Gewässern bestehen.

### Geographische Lage
Harmony liegt im Südosten des Somerset Countys und grenzt an das Piscataquis County. Im Süden grenzt der See The Narrows an das Gebiet. Es gibt weitere kleinere Seen auf dem Gebiet der Town. Die Oberfläche ist leicht hügelig, der 240 m hohe Carson Hill ist die höchste Erhebung.

### Nachbargemeinden
Alle Entfernungen sind als Luftlinien zwischen den offiziellen Koordinaten der Orte aus der Volkszählung 2010 angegeben.
- Norden: Wellington, Piscataquis County, 11,6 km
- Nordosten: Cambridge, 10,6 km
- Osten: Ripley, 11,3 km
- Südosten: St. Albans, 13,6 km
- Süden: Hartland, 11,0 km
- Westen: Athens, 9,7 km
- Nordwesten: Brighton Plantation, 16,0 km

### Stadtgliederung
In Harmony gibt es mehrere Siedlungsgebiete: Cyrs, Harmony, Mainstream und Mainstream Station.

### Klima
Die mittlere Durchschnittstemperatur in Harmony liegt zwischen −11,1 °C (12 °F) im Januar und 20,0 °C (68 °F) im Juli. Damit ist der Ort gegenüber dem langjährigen Mittel der USA um etwa 9 Grad kühler. Die Schneefälle zwischen Oktober und Mai liegen mit bis zu zweieinhalb Metern mehr als doppelt so hoch wie die mittlere Schneehöhe in den USA; die tägliche Sonnenscheindauer liegt am unteren Rand des Wertespektrums der USA.

## Geschichte
Das Gebiet wurde als Township No. 3, Second Range North of Plymouth Claim, East of Kennebec River (T3 R2 NPC EKR) vermessen und gehörte zum Hallowell Academy Grant. Diesen kaufte Charles Vaughn auf und das Gebiet wurde als Vaughnstown Plantation organisiert. Am 14. Juni 1803 wurde es als Town unter dem Namen Harmony organisiert.
Die Besiedlung in dem Gebiet startete im Jahr 1796 und die Bevölkerung stieg nach 1800 stark an. In der Town gab es mehrere Mühlen für Getreide und auch Sägemühlen sowie im 19. Jahrhundert auch einen Granit-Steinbruch.

### Einwohnerentwicklung
| Volkszählungsergebnisse – Town of Harmony, Maine | Volkszählungsergebnisse – Town of Harmony, Maine | Volkszählungsergebnisse – Town of Harmony, Maine | Volkszählungsergebnisse – Town of Harmony, Maine | Volkszählungsergebnisse – Town of Harmony, Maine | Volkszählungsergebnisse – Town of Harmony, Maine | Volkszählungsergebnisse – Town of Harmony, Maine | Volkszählungsergebnisse – Town of Harmony, Maine | Volkszählungsergebnisse – Town of Harmony, Maine | Volkszählungsergebnisse – Town of Harmony, Maine | Volkszählungsergebnisse – Town of Harmony, Maine |
| Jahr                                             | 1800                                             | 1810                                             | 1820                                             | 1830                                             | 1840                                             | 1850                                             | 1860                                             | 1870                                             | 1880                                             | 1890                                             |
| ------------------------------------------------ | ------------------------------------------------ | ------------------------------------------------ | ------------------------------------------------ | ------------------------------------------------ | ------------------------------------------------ | ------------------------------------------------ | ------------------------------------------------ | ------------------------------------------------ | ------------------------------------------------ | ------------------------------------------------ |
| Einwohner                                        |                                                  | 351                                              | 584                                              | 925                                              | 1096                                             | 1107                                             | 1081                                             | 978                                              | 881                                              | 704                                              |
| Jahr                                             | 1900                                             | 1910                                             | 1920                                             | 1930                                             | 1940                                             | 1950                                             | 1960                                             | 1970                                             | 1980                                             | 1990                                             |
| Einwohner                                        | 571                                              | 730                                              | 838                                              | 793                                              | 788                                              | 709                                              | 712                                              | 650                                              | 755                                              | 838                                              |
| Jahr                                             | 2000                                             | 2010                                             | 2020                                             | 2030                                             | 2040                                             | 2050                                             | 2060                                             | 2070                                             | 2080                                             | 2090                                             |
| Einwohner                                        | 954                                              | 939                                              | 825                                              |                                                  |                                                  |                                                  |                                                  |                                                  |                                                  |                                                  |

## Wirtschaft und Infrastruktur

### Verkehr
Im Village Harmony kreuzen sich die Maine State Route 150 und die Maine State Route 154.

### Öffentliche Einrichtungen
Es gibt keine Krankenhäuser oder medizinische Einrichtungen in Harmony. Die nächstgelegenen befinden sich in St. Albans, Dexter, Hartland und Pittsfield.
In Harmony gibt es keine Bücherei. Nächstgelegene Büchereien befinden sich in Guilford, Hartland und Dexter.

### Bildung
Harmony gehört mit Athens, Brighton Plantation, Dexter, Exeter, Garland und Ripley zur Alternative Organizational Structure No. 94.
Im Schulbezirk werden mehrere Schulen angeboten:
- Ridge View Community School in Dexter, Pre-Kindergarten bis 8. Schuljahr
- Harmony Elementary School in Harmony, mit Schulklassen von Kindergarten bis 8. Schuljahr
- Athens Community School in North Athens, mit Schulklassen von Kindergarten bis 8. Schuljahr
- Dexter Regional High School in Dexter, mit den Schuljahren 9 bis 12
- Tri-County Technical Center in Dexter, Zusatzangebot für High-School-Schüler

## Persönlichkeiten

### Söhne und Töchter der Stadt
- Freeman Knowles (1846–1910), Politiker
- Clyde Smith (1876–1940), Politiker